# Moriquendi
Se denomina moriquendi (singular moriquende) en El Silmarillion y otros escritos del legendarium del escritor británico J. R. R. Tolkien a todos los elfos que no culminaron la Gran Marcha y no cruzaron el Belegaer hasta Aman, por lo que no llegaron a ver la luz de los Dos Árboles de Valinor.
Moriquendi es una palabra en quenya que significa ‘elfos de la oscuridad’, apelativo que también se emplea en su traducción a la lengua común, representada por el español (elfos oscuros o elfos de la oscuridad) en la traducción del libro o por la expresión Elves of Darkness en el original inglés.
El término engloba a los avari, los nandor y los sindar, todos los elfos que fueron abandonando la migración en uno u otro momento: los avari ni siquiera emprendieron la ruta desde Cuiviénen; otros, conocidos con el término úmanyar, sí emprendieron la marcha, pero la abandonaron antes de cruzar las Montañas Nubladas, o las Ered Luin sin entrar en Beleriand, o en la misma costa de Beleriand.

Aquellos elfos a los que los calaquendi llamaban úmanyar, puesto que no habían llegado a la tierra de Aman ni al Reino Bendecido; pero tanto a los úmanyar como a los avari los llamaban los moriquendi, elfos de la oscuridad, porque nunca contemplaron la luz anterior al Sol y la Luna.
(Tolkien, 1984, Capítulo 3, «De la llegada de los elfos y la cautividad de Melkor»)

Sin embargo, en el período del exilio de los noldor se aplicó a menudo a los elfos de la Tierra Media que no pertenecía a los noldor ni a los sindar, y por lo tanto equivale virtualmente a avari.
Un caso particular es el de Thingol, que, aunque nunca completó el viaje a Aman, se casó con Melian, una maia de Valinor, cuyo poder se unió con el suyo. Así, cuando Caranthir llamó a Thingol «Elfo Oscuro», sus intenciones eran insultantes, puesto que a Thingol «no se lo contó entre los moriquendi». 
Otra singularidad es el hecho de que a Eöl Nan Elmoth se le nombre específicamente como el Elfo Oscuro, como un título o apelativo de significado no explicado.